# Emiel Custers
Emiel Custers (Weert, 28 juni 1986) is een Nederlandse boogschutter.
Custers schiet met een compoundboog. Zijn eerste internationale succes was het individuele goud op de Grand Prix in Antalya in 2005. In 2006 behaalde hij brons op het Europees kampioenschap indoor in Jaén, met het Heren Compound Team (teamgenoten Peter Elzinga en Johan van Dongen) bereikte hij hier een vierde plaats. Dat jaar werd hij ook tweede op de allereerste World Cup in Porec, Kroatië.
Bij de wereldkampioenschappen in 2007 won het Heren Compound Team (teamgenoten Peter Elzinga en Rob Polman) de bronzen medaille. Bij de Europese kampioenschappen indoor en outdoor in 2008 kwam dit team op de eerste plaats terecht.
Emiel is een broer van recurveschutter Pieter Custers.

## Resultaten
| 2005 Grand Prix Antalya (individueel) 2006 EK indoor (individueel) World Cup, stage 1 (team) World Cup, stage 1 (individueel) World Cup, stage 2 (team) World Cup, stage 3 (team) 4e EK indoor (team) | 2007 WK (team) 2008 EK indoor (team), Turijn EK outdoor (team), Vittel |